# حمادنه
حمادنه (به عربی: الحمادنة) یک شهرداری در الجزایر است که در استان غلیزان واقع شده‌است.